# کارلوس بلانکو (بازیکن فوتبال، زاده ۱۹۹۶)
کارلوس بلانکو (انگلیسی: Carlos Blanco؛ زادهٔ ۱ ژوئن ۱۹۹۶) بازیکن فوتبال اهل اسپانیا است.
از باشگاه‌هایی که در آن بازی کرده‌است می‌توان به باشگاه فوتبال یوونتوس اشاره کرد.